# Kalübbe
Kalübbe est une commune allemande du Schleswig-Holstein, située dans l'arrondissement de Plön, entre les villes de Plön et Neumünster. Kalübbe fait partie de l'Amt Großer Plöner See qui regroupe dix communes entourant le lac Großer Plöner See.